# Rothau
Rothau település Franciaországban, Bas-Rhin megyében. Lakosainak száma 1481 fő (2022. január 1.). Rothau Barembach, La Broque, Natzwiller, Schirmeck, Solbach és Wildersbach községekkel határos.

## Népesség
A település népessége az elmúlt években az alábbi módon változott:
| Lakosok száma | 1575 | 1554 | 1594 | 1591 | 1570 | 1550 | 1529 | 1491 | 1481 |
|               | 2013 | 2015 | 2016 | 2017 | 2018 | 2019 | 2020 | 2021 | 2022 |